# 橋田寿久年
橋田 寿久年（はしだ すくね、1923年 - ）は、日本の映画監督、脚本家である。

## 人物・来歴
1923年（大正12年）に生まれる。
第二次世界大戦後、新東宝で助監督を務め、小森白、曲谷守平に師事する。満36歳を迎える1959年（昭和34年）、資生堂が企画、新東宝の初代社長佐生正三郎が代表を務める映画製作会社日米映画が製作した短篇映画『美しくなる為に』を初めて監督、同作は同年9月17日に若尾文子主演の長篇劇映画『実は熟したり』（監督田中重雄、製作大映東京撮影所）の併映作品として公開された。その後も新東宝において助監督を継続しており、1960年（昭和35年）1月30日に公開された『大虐殺』（監督小森白）では、チーフ助監督としてクレジットされている。
1961年（昭和36年）8月31日、新東宝は倒産、製作部門は同年11月15日に切り離されて、ニッポン・アートフィルム・カンパニー（NAC）になったが、翌1962年（昭和37年）2月11日に「新東宝」が製作、日活が配給して公開された『俺が裁くんだ』を監督して、映画監督として正式にデビューしている。同年8月8日に大映が配給して公開された長篇記録映画『日本の夜』（監督大野桂三）には脚本を提供している。同作の製作は香港の映画人で『夢の香港』（監督岩下正美、配給日活、1958年）を製作した張國利であり、『世界に紹介される「日本の夜」』と題した同年4月の雑誌記事に橋田が取材されている。
以降の作品歴は記録に残っておらず、東京国立近代美術館フィルムセンター（NFC）が所蔵する長篇劇映画『からみあい』（主演服部マリ、製作日本シネマ）のみが、1965年（昭和40年）に製作・公開された橋田の監督・脚本作品であることがわかるのみである。
1996年（平成8年）5月31日には「意識変換用スカーフ兼用ハンカチ」を発明して特許出願しており、1997年（平成9年）12月9日付で公開される等、美容・ファッションの分野にも取り組んだ。

## フィルモグラフィ
監督・脚本・助監督等のクレジットについては、公開年月日の右側に付した。東京国立近代美術館フィルムセンター（NFC）等の所蔵状況についても記す。
- 『「青春万歳」より 源平恋合戦』 : 監督小森白、製作・配給新東宝、1957年6月11日公開 - 助監督、75分の上映用プリントをNFC所蔵[2]
- 『勝利者の復讐』 : 監督小森白、製作・配給新東宝、1958年3月5日公開 - 助監督
- 『海女の化物屋敷』 : 監督曲谷守平、製作・配給新東宝、1959年7月4日公開 - 助監督
- 『九十九本目の生娘』 : 監督曲谷守平、製作・配給新東宝、1959年9月12日公開 - 助監督
- 『美しくなる為に』 : 製作日米映画、配給大映、短篇映画、1959年9月17日公開 - 監督（デビュー作）
- 『大虐殺』 : 監督小森白、製作・配給新東宝、1960年1月30日公開 - 助監督、94分の上映用プリントをNFC所蔵[2]
- 『俺が裁くんだ』 : 製作新東宝、配給日活、1962年2月11日公開 - 監督
- 『日本の夜』 : 監督大野桂三、製作・配給大映、長篇記録映画、1962年8月8日公開 - 脚本
- 『からみあい』 : 製作日本シネマ、配給不明、1965年公開 - 監督・脚本、70分の上映用プリントをNFC所蔵[2]